# Kar (geslacht)
Kar is een geslacht van kevers uit de familie van de loopkevers (Carabidae). De wetenschappelijke naam van het geslacht is voor het eerst geldig gepubliceerd in 1998 door Morvan.

## Soorten
Het geslacht Kar is monotypisch en omvat slechts de volgende soort:
- Kar nepalensis Morvan, 1998